# Iris Zscherpe
Iris Zscherpe (später Iris Hoffmann, * 7. Januar 1967 in Berlin) ist eine ehemalige deutsche Schwimmerin, die für die Bundesrepublik Deutschland startete. Sie gewann 1984 eine olympische Bronzemedaille.
Iris Zscherpe startete für die SG Schöneberg Berlin. Ihr erster internationaler Erfolg war die Bronzemedaille mit der 4-mal-100-Meter-Freistilstaffel bei den Schwimmeuropameisterschaften 1983 zusammen mit Karin Seick, Susanne Schuster und Ina Beyermann. Bei den deutschen Schwimmmeisterschaften 1984 war sie zwar Dritte über 200 Meter Freistil, den Endlauf über 100 Meter Freistil verpasste sie aber. Im B-Endlauf schwamm sie in 57,43 Sekunden persönliche Bestzeit und qualifizierte sich damit für die Freistilstaffel bei den Olympischen Spielen 1984. Zscherpe belegte in Los Angeles in 57,19 Sekunden den neunten Platz über 100-Meter Freistil und in 2:03,42 Minuten den zehnten Platz über 200 Meter Freistil. Die Staffel gewann die Bronzemedaille in der Aufstellung Iris Zscherpe, Susanne Schuster, Christiane Pielke und Karin Seick.
Bei den Schwimmeuropameisterschaften 1985 siegte, wie jedes Mal von 1970 bis 1989, die Staffel aus der DDR, dahinter gewannen Zscherpe, Schuster, Pielke und Seick die Silbermedaille. Bei den Deutschen Meisterschaften 1986 siegte Zscherpe über 50 Meter und über 200 Meter Freistil.